# Rendville (Ohio)
Rendville es una villa ubicada en el condado de Perry en el estado estadounidense de Ohio. En el Censo de 2010 tenía una población de 36 habitantes y una densidad poblacional de 44,41 personas por km².

## Geografía
Rendville se encuentra ubicada en las coordenadas 39°37′24″N 82°5′21″O / 39.62333, -82.08917. Según la Oficina del Censo de los Estados Unidos, Rendville tiene una superficie total de 0.81 km², de la cual 0.81 km² corresponden a tierra firme y (0.32%) 0 km² es agua.

## Demografía
Según el censo de 2010, había 36 personas residiendo en Rendville. La densidad de población era de 44,41 hab./km². De los 36 habitantes, Rendville estaba compuesto por el 80.56% blancos, el 8.33% eran afroamericanos, el 0% eran amerindios, el 0% eran asiáticos, el 0% eran isleños del Pacífico, el 0% eran de otras razas y el 11.11% pertenecían a dos o más razas. Del total de la población el 0% eran hispanos o latinos de cualquier raza.